# Хондићи
Хондићи су насељено место у Босни и Херцеговини у општини Коњиц у Херцеговачко-неретванском кантону које административно припада Федерацији Босне и Херцеговине. Према попису становништва из 1991. у насељу је живјело 32 становника.

## Становништво
По последњем службеном попису становништва из 1991. године, у насељу Хондићи живела су 32 становника. Већина становника су били Муслимани.
| Националност | 1991.       | 1981. | 1971. |
| Муслимани    | 24 (75,00%) |       |       |
| Хрвати       | 5 (15,62%)  |       |       |
| Срби         | 3 (9,38%)   |       |       |
| Укупно       | 32          |       |       |